# Río Inírida
Le río Inírida est une rivière de Colombie et un affluent du río Guaviare, donc un sous-affluent de l'Orénoque.

## Géographie
Le río Inírida prend sa source dans le département de Guaviare. Il coule ensuite vers l'est, passe dans le département de Guainía, avant de rejoindre après un parcours total de 1 300 km le río Guaviare, au niveau de la ville d'Inírida, 25 km en amont de la rencontre du río Guaviare avec l'Orénoque, à la frontière vénézuélienne.